# Se sapessi come fai
Se sapessi come fai è una canzone scritta da Luigi Tenco,  il brano fu pubblicato per la RCA nel marzo 1966 come Lato A nel 45 giri Se sapessi come fai/Un giorno dopo l'altro. Il brano fu inserito nell'LP Tenco (1966).

## Storia e significato
Il protagonista si rende conto di essere succube delle tattiche amorose della sua compagna:
A fregartene così di me

A sapere così bene

Sino a che punto ho bisogno di te

A saperlo così bene

Ancor meglio di me»
e alla realtà oppone il sogno, consapevolmente un po’ sadico, di provare a invertire le parti, di essere per una volta carnefice e non vittima:
le parti si potessero invertire:

quel giorno ti farei soffrire

come adesso soffro io.»
In un 45 giri promozionale, in una versione registrata per la Rai, la parola «fregartene» è sostituita da «infischiartene». 

## Altre versioni
- 1994,  Alice,  nell'album tributo Quando...
- 2010, Tiziana Ghiglioni nel suo album Non sono io. (Musiche di Luigi Tenco).
- 2020, Ginevra Di Marco nell'album Quello che conta - Ginevra canta Luigi Tenco